# 反事实条件
反事实条件（英語： (簡寫 cf)），或虚拟条件，主要是指在自然语言中用“如果-那么”來陈述。与实质条件陈述不同，反事实条件可以为假即使它的前件为假。
在自然语言中的"如果-那么"的意思不是总能正确的用实质条件所形式化。特别是，实质条件总是真的，只要它们的前件为假，而在自然语言中的"如果-那么"陈述，是直陈条件，可以在这种情况下为假。例如，陈述“如果小明在墨西哥，则小明在非洲”将典型的被认为是假。但是，如果小明当前不在墨西哥，则对应的逻辑条件是真。换句话说，如果陈述“小明在墨西哥”和 “小明在非洲”被分别的形式化为命题{\displaystyle m}和{\displaystyle a}，你可能不希望第一个蕴涵第二个。不过，如果{\displaystyle m}当前为假，则{\displaystyle m\rightarrow a}在命题逻辑中是真。
为了区分反事实条件和实质条件，定义了符号{\displaystyle >}，所以{\displaystyle A>B}意味着“如果{\displaystyle A}，则{\displaystyle B}”。
反事实条件{\displaystyle A>B}的语义不能用条件{\displaystyle A}和{\displaystyle B}的真值表的方式定义，因为那是给实质条件用的。实际上有些不同的情况在{\displaystyle A}和{\displaystyle B}的真值上是一致的，但是仍希望给出不同的{\displaystyle A>B}的求值。例如，如果小明在德国，则下列两个条件都有假的前件和假的后件：
1. 如果小明在美国，则小明在非洲
2. 如果小明在美国，则小明在北美洲

实际上，如果小明在德国，则所有三个情况“小明在美国”、“小明在非洲”和 “小明在北美洲”都是假的。但是，第一种情况明显是假的：美国不在非洲；第二种情况是真的：美国是北美国家。

## 语义
哲学家如大卫·刘易斯和罗伯特·斯塔纳克使用模态逻辑的可能世界语义建模了反事实条件。条件{\displaystyle A>B}的语义所基于的是，考虑在其中{\displaystyle A}是真的所有最可能的情况，并检查{\displaystyle B}在所有它们之中是否是真的。形式的说：
{\displaystyle A>B}是在一个世界{\displaystyle w}中是真的，如果在最接近于{\displaystyle A}是真的世界{\displaystyle w}的所有世界中{\displaystyle B}也是真的。
例如：
如果braves已经获胜，则Keaton就已经吃了他的帽子。
要求值这个陈述，考虑braves确实获胜的一个可能世界，并想象这个世界在其他方面尽可能的类似于实际世界（比如它不是一个纳粹统治的世界）。接着提问在这样的一个世界中，Keaton是否吃了他的帽子。
反事实条件可以使用Ramsey测试来求值：{\displaystyle A>B}成立，当且仅当向当前的知识团体增加{\displaystyle A}，有着{\displaystyle B}作为结论。这种条件把反事实条件关联于信仰修正，因为{\displaystyle A>B}的求值可以通过首先用{\displaystyle A}修正当前的知识，并接着检查{\displaystyle B}是结果中是否为真来进行。在{\displaystyle A}一致于当前信仰的时候修正是容易的，否则就可能是困难的。信仰修正的所有语义都可以用来求值条件陈述。反之，求值条件的所有方法都可以看作进行修正的一种方式。
条件的一种语义已经被Ginsberg提出，它假定当前信仰形成命题公式的一个集合，考虑相容于{\displaystyle A}的这些公式的所有最大集合，并把{\displaystyle A}增加到每个符合條件的最大集合中。基本原理是每个这种最大集合都表示在其中{\displaystyle A}为真的信仰一种可能状态，并尽可能的类似于最初的信仰。因此条件陈述{\displaystyle A>B}成立，当且仅当{\displaystyle B}在所有这些世界中都是真的。

### 注解
实质条件的语义被定义为{\displaystyle A\rightarrow B}等价于{\displaystyle \neg A\vee B}，因为这是基于真值表的唯一的语义，它能确保{\displaystyle \{A,A\rightarrow B\}}蕴涵{\displaystyle B}，并且{\displaystyle \{\neg A,A\rightarrow B\}}不影响{\displaystyle B}的真值。实质条件建模如如果{\displaystyle A}是真，则{\displaystyle B}同样必须真这样的推理规则，只要前提为假就假定它被平凡的满足了。